# Atomopteryx serpentifera
Atomopteryx serpentifera là một loài bướm đêm trong họ Crambidae. Loài này được tìm thấy ở Bahamas, Puerto Rico và Cuba.